# Abell S740
Abell S740 är en galaxhop i stjärnbilden Kentauren. Den ligger på mer än 450 miljoner ljusårs avstånd och har en rödförskjutning på 10 073 km/s.
Den ljusaste medlemmen är ESO 325-G004.